# Anthosoma crassum
Az Anthosoma crassum az állkapcsilábas rákok (Maxillopoda) osztályának a Siphonostomatoida rendjébe, ezen belül a Dichelesthiidae családjába tartozó faj.
Nemének az egyetlen faja.

## Tudnivalók
Tengeri élőlény, amelynek az előfordulási területe a Csendes- és az Atlanti-óceánokban, valamint az Indiai-óceán nyugati felében van. A Földközi- és az Adriai-tengerekben is megtalálható. Az Anthosoma crassum élősködő életmódot folytat. A gazdaállatai a következők: fehér cápa (Carcharodon carcharias), röviduszonyú makócápa (Isurus oxyrinchus), hosszúuszonyú makócápa (Isurus paucus), lazaccápa (Lamna ditropis), heringcápa (Lamna nasus), homoki tigriscápa (Carcharias taurus), kisfogú homoki tigriscápa (Odontaspis ferox), óriáscápa (Cetorhinus maximus), közönséges kutyacápa (Galeorhinus galeus), Heptranchias perlo, Cetonurus crassiceps és holdhal (Mola mola).